# Rock na Bielorrússia
O rock na Bielorrússia se desenvolveu desde o começo da década de 1980. As bandas locais de rock mais importantes são Mroja (depois chamado de N.R.M.), Bonda, Krama, Kriwi, Lyapis Trubetskoy, Verasy, Open Space, Neuro Dubel, ULIS, Novaje Nieba, Palac, Accent e TT-34.
Basovišča é festival mais importante para o rock de Bielorrússia. Outros festivais são "Right to be Free" e "Rock-kola".
Existe outro lado da música de Bielorrússia é a censura. Os pesquisadores Maya Medich e Lemez Lovas falaram em 2006 que "a música independente feita na Bielorrússia hoje é extremamente difícil e é uma aposta arriscada ", e que o governo de Bielorrússia "coloca pressão aos músicos "não oficiais" - incluindo "bani-lós" da mídia oficial e impondo restrições severas para shows". Em vídeo entrevistas para o freemuse.org os dois autores explicaram o mecanismo de censura da Bielorrússia (Freemuse.org).